# Alvaresco
Alvaresco är en ort i Mexiko.   Den ligger i kommunen Tetela de Ocampo och delstaten Puebla, i den sydöstra delen av landet, 150 km öster om huvudstaden Mexico City. Alvaresco ligger 2 199 meter över havet och antalet invånare är 282.
Terrängen runt Alvaresco är kuperad åt sydväst, men åt nordost är den bergig. Runt Alvaresco är det ganska tätbefolkat, med 67 invånare per kvadratkilometer. Närmaste större samhälle är Zacapoaxtla, 19,7 km nordost om Alvaresco. I omgivningarna runt Alvaresco växer i huvudsak blandskog.